# Басма, Кристер
Кристер Басма (норв. Christer Basma; род. 1 августа 1972, Осло) — норвежский футболист, защитник.

## Клубная карьера
Басма начал свою карьеру с небольшой команды «Берум», где пробыл три сезона. Затем он перешёл в клуб «Конгсвингер». 1 августа 1993 года он забил первый гол в высшем норвежском дивизионе в ворота «Викинга». В 1995 году он перешёл в «Стабек». В 1998 году он подписал контракт с «Русенборгом», ведущим клубом Норвегии, что позволило ему выступать за сборную Норвегии. 9 сентября 1998 года он дебютировал за новый клуб в чемпионате в матче против «Конгсвингера». 16 сентября 1998 года он сыграл свой первый матч в Лиге чемпионов 1998/1999 против «Атлетика». С клубом из Тронхейма он восемь раз выиграл чемпионат Норвегии, а также сыграл в 64 матчах Лиги чемпионов УЕФА. Его последняя игра за «Русенборг» состоялась 27 января 2008 года в проигранном матче против «Валенсии» 0:4 в Кубке УЕФА 2007/08. После этого матча он фактически объявил о завершении карьеры.
Басма всю свою карьеру играл в Норвегии. После 16 сезонов подряд в Типпелиги и 350 матчах Басма занимает восьмое место по количеству матчей в норвежском чемпионате, уступая таким футболистам как Роар Странн, Даниэль Берг Хестад и Мортен Берре.
В 2010 году, тренируя «Ранхейм», он сыграл сначала в Кубке Норвегии против клуба «Кристиансунн», а также в Первом дивизионе против «Мьёндалена» и «Саннес Ульф».
В 2013 году Басма играл за любительскую команду «Мосвик» в 6-м дивизионе, где он был товарищем по команде лыжника Петтера Нортуга.

## Международная карьера
29 ноября 1995 года Басма дебютировал в сборной Норвегии в товарищеском матче против Тринидада и Тобаго. За сборную он сыграл в общей сложности 40 матчей. Последний международный матч за сборную Басма сыграл 25 января 2005 года в товарищеском матче против Бахрейна.

## Тренерская карьера
В сезоне 2010 года он был помощником тренера «Ранхайма» в Первом дивизионе, в тренерской команде, в которую входили Пер Хоар Хансен и Отто Ульсет.

## Игры за сборную
| Матчи и голы Басмы за сборную Норвегии | Матчи и голы Басмы за сборную Норвегии | Матчи и голы Басмы за сборную Норвегии | Матчи и голы Басмы за сборную Норвегии | Матчи и голы Басмы за сборную Норвегии | Матчи и голы Басмы за сборную Норвегии |
| №                                      | Дата                                   | Оппонент                               | Счёт                                   | Голы                                   | Соревнование                           |
| -------------------------------------- | -------------------------------------- | -------------------------------------- | -------------------------------------- | -------------------------------------- | -------------------------------------- |
| 1                                      | 29 ноября 1995                         | Тринидад и Тобаго                      | 2:3                                    | -                                      | Товарищеский матч                      |
| 2                                      | 20 января 1999                         | Израиль                                | 1:0                                    | -                                      | Товарищеский матч                      |
| 3                                      | 22 января 1999                         | Эстония                                | 3:3                                    | -                                      | Товарищеский матч                      |
| 4                                      | 2 сентября 2000                        | Армения                                | 0:0                                    | -                                      | Отборочные матчи ЧМ-2002               |
| 5                                      | 7 октября 2000                         | Уэльс                                  | 1:1                                    | -                                      | Отборочные матчи ЧМ-2002               |
| 6                                      | 11 октября 2000                        | Украина                                | 0:1                                    | -                                      | Отборочные матчи ЧМ-2002               |
| 7                                      | 25 апреля 2001                         | Болгария                               | 2:1                                    | -                                      | Товарищеский матч                      |
| 8                                      | 2 июня 2001                            | Украина                                | 0:0                                    | -                                      | Отборочные матчи ЧМ-2002               |
| 9                                      | 6 июня 2001                            | Беларусь                               | 1:1                                    | -                                      | Отборочные матчи ЧМ-2002               |
| 10                                     | 15 августа 2001                        | Турция                                 | 1:1                                    | -                                      | Товарищеский матч                      |
| 11                                     | 1 сентября 2001                        | Польша                                 | 0:3                                    | -                                      | Отборочные матчи ЧМ-2002               |
| 12                                     | 5 сентября 2001                        | Уэльс                                  | 3:2                                    | -                                      | Отборочные матчи ЧМ-2002               |
| 13                                     | 6 октября 2001                         | Армении                                | 4:1                                    | -                                      | Отборочные матчи ЧМ-2002               |
| 14                                     | 13 февраля 2002                        | Бельгия                                | 0:1                                    | -                                      | Товарищеский матч                      |
| 15                                     | 17 апреля 2002                         | Швеция                                 | 0:0                                    | -                                      | Товарищеский матч                      |
| 16                                     | 21 августа 2002                        | Нидерланды                             | 0:1                                    | -                                      | Товарищеский матч                      |
| 17                                     | 7 сентября 2002                        | Дания                                  | 2:2                                    | -                                      | Отборочные матчи ЧЕ-2004               |
| 18                                     | 12 октября 2002                        | Румыния                                | 1:0                                    | -                                      | Отборочные матчи ЧЕ-2004               |
| 19                                     | 16 октября 2002                        | Босния и Герцеговина                   | 2:0                                    | -                                      | Отборочные матчи ЧЕ-2004               |
| 20                                     | 20 ноября 2002                         | Австрия                                | 1:0                                    | -                                      | Товарищеский матч                      |
| 21                                     | 26 января 2003                         | ОАЭ                                    | 1:1                                    | -                                      | Товарищеский матч                      |
| 22                                     | 28 января 2003                         | Оман                                   | 2:1                                    | -                                      | Товарищеский матч                      |
| 23                                     | 12 февраля 2003                        | Греция                                 | 0:1                                    | -                                      | Товарищеский матч                      |
| 24                                     | 2 апреля 2003                          | Люксембург                             | 2:0                                    | -                                      | Отборочные матчи ЧЕ-2004               |
| 25                                     | 30 апреля 2003                         | Ирландия                               | 0:1                                    | -                                      | Товарищеский матч                      |
| 26                                     | 22 мая 2003                            | Финляндия                              | 2:0                                    | -                                      | Товарищеский матч                      |
| 27                                     | 7 июня 2003                            | Дания                                  | 0:1                                    | -                                      | Отборочные матчи ЧЕ-2004               |
| 28                                     | 11 июня 2003                           | Румыния                                | 1:1                                    | -                                      | Отборочные матчи ЧЕ-2004               |
| 29                                     | 20 августа 2003                        | Шотландия                              | 0:0                                    | -                                      | Товарищеский матч                      |
| 30                                     | 6 сентября 2003                        | Босния и Герцеговина                   | 0:1                                    | -                                      | Отборочные матчи ЧЕ-2004               |
| 31                                     | 10 сентября 2003                       | Португалия                             | 0:1                                    | -                                      | Товарищеский матч                      |
| 32                                     | 11 октября 2003                        | Люксембург                             | 1:0                                    | -                                      | Отборочные матчи ЧЕ-2004               |
| 33                                     | 15 ноября 2003                         | Испания                                | 1:2                                    | -                                      | Отборочные матчи ЧЕ-2004               |
| 34                                     | 19 ноября 2003                         | Испания                                | 0:3                                    | -                                      | Отборочные матчи ЧЕ-2004               |
| 35                                     | 31 марта 2004                          | Сербия и Черногория                    | 1:0                                    | -                                      | Товарищеский матч                      |
| 36                                     | 27 мая 2004                            | Уэльс                                  | 0:0                                    | -                                      | Товарищеский матч                      |
| 37                                     | 18 августа 2004                        | Бельгия                                | 2:2                                    | -                                      | Товарищеский матч                      |
| 38                                     | 4 сентября 2004                        | Италия                                 | 1:2                                    | -                                      | Отборочные матчи ЧМ-2006               |
| 39                                     | 22 января 2005                         | Кувейт                                 | 1:1                                    | -                                      | Товарищеский матч                      |
| 40                                     | 25 января 2005                         | Бахрейн                                | 1:0                                    | -                                      | Товарищеский матч                      |

## Достижения
«Русенборг»
- Чемпион Норвегии (8): 1998, 1999, 2000, 2001, 2002, 2003, 2004, 2006
- Обладатель Кубка Норвегии (2): 1999, 2003